# Ranko Despotović
Ranko Despotović (sinh ngày 21 tháng 1 năm 1983) là một cầu thủ bóng đá người Serbia.

## Đội tuyển bóng đá quốc gia Serbia
Ranko Despotović thi đấu cho đội tuyển bóng đá quốc gia Serbia từ năm 2007 đến 2011.

## Thống kê sự nghiệp
| Đội tuyển bóng đá Serbia | Đội tuyển bóng đá Serbia | Đội tuyển bóng đá Serbia |
| Năm                      | Trận                     | Bàn                      |
| ------------------------ | ------------------------ | ------------------------ |
| 2007                     | 1                        | 0                        |
| 2008                     | 1                        | 0                        |
| 2009                     | 0                        | 0                        |
| 2010                     | 0                        | 0                        |
| 2011                     | 2                        | 0                        |
| Tổng cộng                | 4                        | 0                        |